# Abarth

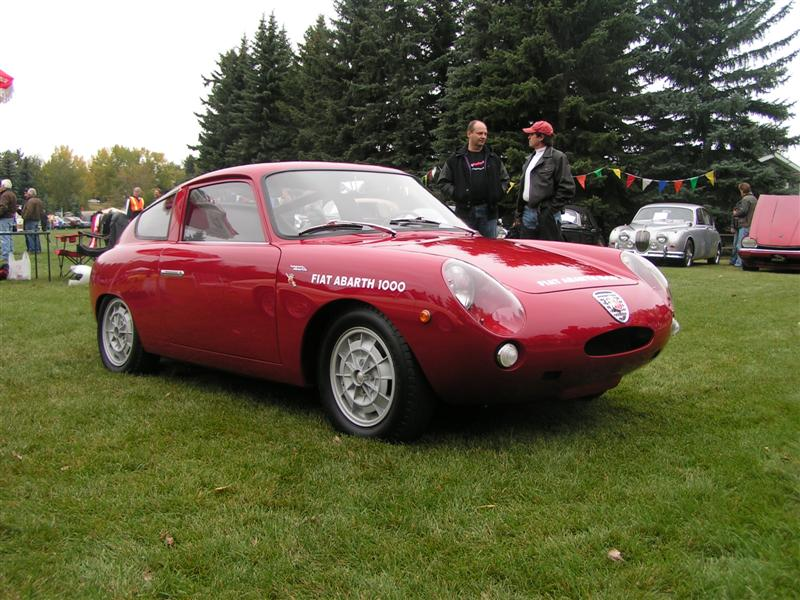
Fiat Abarth

Abarth & Co je italský tvůrce závodních vozů založený v Itálii žijícím Rakušanem Carlem Abarthem v Turíně v roce 1949. Ve firemním znaku byl štír, znamení ve kterém se Carlo Abarth narodil.
V šedesátých letech 20. století byl Abarth velmi úspěšným v závodech do vrchu a závodech sportovních vozů, hlavně ve třídách od 850 cm³ do 2 000 cm³, soupeřící s vozy Porsche 904 a Ferrari Dino. Hans Herrmann byl továrním jezdcem od roku 1962 do 1965, vyhrál 500 km na Nürburgringu v roce 1963 s Teddym Pilettem.
Johann Abt měl později slíbeno od Carla Abartha, že bude řídit tovární auta zdarma, pokud vyhraje všechny závody, do kterých odstartuje – což se mu téměř podařilo, protože vyhrál 29 ze 30 závodů, v tom třicátém byl druhý.
Vedle závodních vozů vyráběl Abarth výfuky pro vysoce výkonná auta a později různorodé tuningové kity pro silniční vozidla, hlavně pro Fiat. Také byl zapojen ve výrobě sportovních či závodních vozů pro Porsche a Simcu.
Výrobní část Abarthu byla prodána Fiatu v roce 1971 a závodní tým byl prodán Enzovi Osselovi, zakladateli týmu Ossela. Abarth se stal závodním oddělením Fiatu, vedeným slavným návrhářem motorů Aureliem Lampredi. Některé modely Fiatu nebo jeho dceřiných společností Lancie a Autobianchi byly přeoznačeny na Abarth, nejpopulárnějším byl Autobianchi A112 Abarth.
V roce 2007 Fiat Automobiles SpA oživil značku Abarth Grandem Punto Abarth a Grandem Punto Abarth S2000.
Tato značka má být oddělenou divizí hlavní značky Fiat a má jít svou vlastní cestou, podobně jako Renaultsport vedle tradičního Renaultu.